# Marcelle Drutel
Marcelle Drutel, dont le pseudonyme littéraire est L'Aubanelenco, née le 24 mai 1897 à Marseille, morte le 30 décembre 1985 à Toulon, est une félibresse et écrivaine française d'expression provençale.

## Biographie
Marcelle Drutel est la fille de Charles Gustave Drutel (1852-1928). Partageant ses origines entre Marseille et Cuers, après des études au lycée Montgrand de Marseille, puis à la Faculté des Lettres d’Aix-en-Provence, elle devient professeur de lettres à Cannes, puis à Sisteron, et enfin à partir de 1919 à Aix-en-Provence où elle dispensera par ailleurs des cours de provençal à l’École normale d’institutrices jusqu'à sa retraite en 1956.
Tambourinaire, fondatrice du Roudet de z-Ais, collège aixois, elle figure parmi les fondateurs de l’association pédagogique Lou Prouvençau à l’Escolo (1945) et parmi ceux de l’Association varoise pour l’enseignement du provençal (1971). En 1933, elle participe à la fondation de la Société d'histoire et d'archéologie de Nîmes et du Gard.
Durant la Deuxième Guerre mondiale, elle est particulièrement active parmi ceux qui s'engagent dans l'aide aux félibres prisonniers de guerre en devenant la marraine de l'Escola dels Embarbelats fondée par Pierre Miremont en septembre 1940 à Lübeck avec Pierre Henri Simon (futur académicien) et Paul Roger. Plus tard à Münster (oflag VI-D) le majoral Marcel Fournier se joindra à eux.
Vouant une réelle dévotion au poète Théodore Aubanel (son nom de plume, L’Aubanelenco — L’Aubanélienne — est formé d'après son nom), dans la filiation duquel elle s'inscrit, elle publie en 1933 Li Desiranço, son premier ouvrage et obtient le second prix de poésie aux Jeux floraux organisés par le Félibrige l'année suivante. Évoquant l'amour charnel, « ce recueil fit en son temps scandale. Il reste loin cependant des audaces d'Aubanel ». Les œuvres qui suivront seront tout aussi empreintes de sensualité, faisant d'elle un des écrivains les plus en vue de l'après-guerre, lauréat du Prix Théodore-Aubanel et de l'Académie des Jeux floraux de Toulouse. Succédant au poète aixois Joseph d'Arbaud, elle sera élue Majoral du Félibrige en 1950 (Cigalo di Jardin).
Marcelle Drutel est inhumée à Cuers où elle résidait depuis 1956. Sa maison, « Lou Paredoun », avenue Pothonier, a été léguée à la Fondation Raoul-Follereau et ses archives, sa correspondance ainsi que sa bibliothèque au Musée Provencal de Château-Gombert (Marseille), en dépôt au CIRDOC - Institut occitan de Cultura (Béziers).
Depuis 1995, une fontaine du centre ville d’Aix-en-Provence porte son nom. En 1997, une plaque a été apposée sur sa maison natale, rue de l'Olivier à Marseille.Une traverse de Cuers porte son nom ainsi qu'une rue du Beausset (Var). Le centenaire de sa naissance a donné lieu à de nombreuses manifestations organisées à l’initiative du Félibrige à Cuers, à Marseille et à Aix-en-Provence.

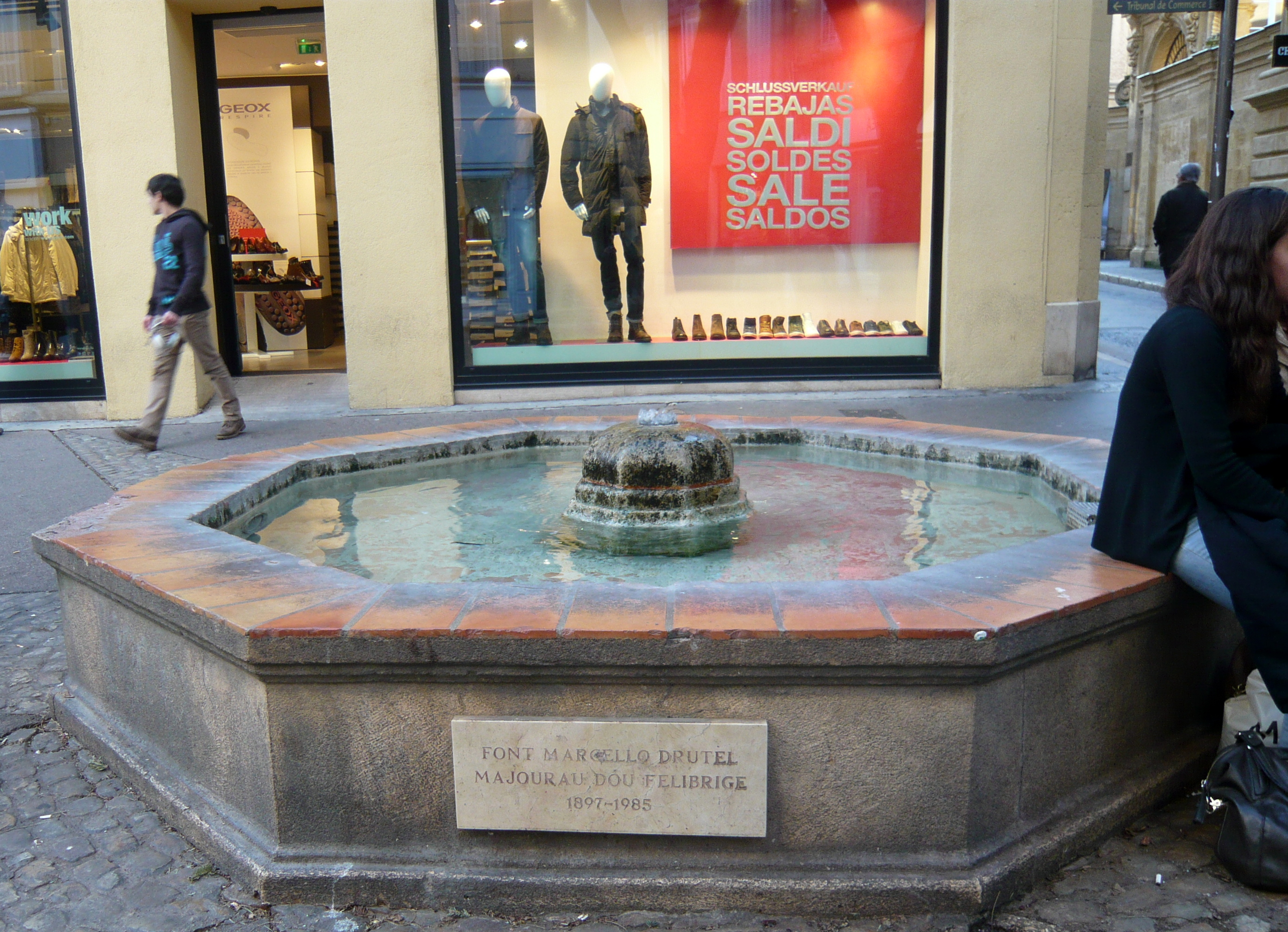
Fontaine Marcelle Drutel, place Saint-Honoré, Aix-en-Provence

## Publications
- Li Desiranço, Montpellier : impr. Mari-Lavit, 1, rue de Sauvages, 1933 [sous le pseudonyme de l'Aubanelenco], réédité en 2025 par les éditions Jorn sous la direction de Jean-Yves Casanova accompagné d'un appareil critique.
- D’un Jardin, poésie, flores apparuerunt in terra nostra Mount-Peliè : Ed. Calendau, 1938
- Intermezzo, poésie, lou segound libre de l'Amour : pouèmo  Cavaillon : impr. Mistral, 1963
- De Soulèu emai de Luno, poésie, Cavaillon : impr. Mistral, 1965
- Li Mount-Joio, poésie, Cavaillon : impr. Mistral, 1967
- Plang e Sirventès, poésie, Cavaillon : Impr. Mistral, 1969
- Bràvi Gènt, Bràvi Bèstio, conte, Aurillac : éd. du Centre, 1978
- Vido Vidanto, conte, Nîmes : impr. Bené, 1983
- « La catedrala aprefondida », Color femna / Couleur femme, CRDP de Montpellier, collection « Florilègi occitan », 2012, p. 27
- « Sur quelques airs originaux de Noël de Godolin », dans Christian Anatole (éd.), Pèire Godolin (1580-1649), Toulouse, Université de Toulouse-Le Mirail, 1983, p. 157-168

Études :
- « Les œuvres de David Meyer (Daviou de la Coucoire) », Bulletin de la Société d'études des Hautes-Alpes, Gap, 1875, p. 70-73 lire en ligne sur Gallica
- Jóusè d’Arbaud, 1874-1950 Paris : La France latine, 1971
- Le Costume provençal Basse-Provence maritime, région de Toulon, Amis du Vieux-Toulon, 1974
- Nos instruments provençaux galoubet - tambourin , Amis du Vieux-Toulon, 1975
- Méthode de galoubet-tambourin , 2 vol., CRDP, Nice, 1976
- La Farandoulo Paroles provençales et françaises de Marcelle Drutel ; Air de "La Farandole" de Tarascon harmonisé par Georges Aubanel Paris : Salabert, cop.1953
- « A propos de "Benoita" poème gavot de Germaine Waton de Ferry », Hommage à Germaine Watton de Ferry, Gap : Ribaud frères, 1964, p. 53-56
- Chants et danses de Provence et du Languedoc [Enregistrement sonore] / L'Arc-en-ciel, ens. vocal ; Georges Aubanel, harmonis., dir., tambourin Paris : Le Chant du Monde

Marcelle Drutel a publié en outre de nombreux articles dans diverses revues comme l'Armana marsihés, l'Armana prouvençau, l'Armana di Felibre, Calendau, La France Latine, Le Feu, Lou Liame, Lou Prouvençau à l’Escolo, le bulletin de l’Association Varoise pour l’Enseignement du Provençal, le bulletin des Amis du Vieux-Toulon, La Revue des Pays d’Oc, Lou Gai-Sabé…
Elle a laissé de nombreux inédits.

## Distinctions
- Grande lauréate des jeux floraux de Sceaux en 1934[11]
- Officier de l’Instruction publique, 1949
- Majoral du Félibrige (Cigalo di Jardin, 1950)